# Neanura prima
Neanura prima är en urinsektsart som först beskrevs av Bodvarsson 1960.  Neanura prima ingår i släktet Neanura och familjen Neanuridae. Inga underarter finns listade i Catalogue of Life.